# Mary J. Blige
Mary Jane Blige (New York, 11. siječnja 1971.), poznatija pod scenskim imenom Mary J. Blige, je američka hip hop glazbenica, pjevačica, skladateljica i glumica.
Dobitnica je devet Grammya i četiri američkih glazbenih nagrada, Blige je snimila osam multi-platinastih albuma. Jedina je umjetnica s Grammyama u kategoriji pop, rep, gospel, i R&B glazbi. Blige je dobitnica nagrade za kombiniranje hip hopa i soula u ranim 1990-ih. 
Rangirana je kao stota na listi od 100 najvećih pjevača svih vremena od strane časopisa Rolling Stone.

## Diskografija
- What's the 411? (1992.)
- What's the 411? Remix (1993.)
- My Life (1994.)
- Share My World (1997.)
- Mary (1999.)
- Ballads (2000.)
- No More Drama (2001.)
- Familly affair (2001.)
- Dance for Me (2002.)
- Love & Life (2003.)
- The Breakthrough (2005.)
- Mary J. Blige & Friends (2006.)
- Growing Pains (2007.)
- Stronger with Each Tear (2009.)
- My Life II... The Journey Continues (Act I) (2011.)
- A Mary Christmas (2013.)
- Think Like a Man Too (2014.)
- The London Sessions (2014.)
- My Life II... The Journey Continues (Act 2) (2015.)

## Vanjske poveznice
Mary J. Blige na Discogsu
- Službena web-stranica